# Textrad
Med ordet textrad menas den enda rad text som ryms mellan vänsterkanten och högerkanten av ett textstycke eller textspalt. Vid bland annat analyser av kortare texter (exempelvis dikter) refererar man ofta till textradernas radnummer:
- I Karin Boyes dikt Min hud är full av fjärilar använder Boye sig av allitterationer – "[...] full av fjärilar, av fladdervingar" (rad 1) och "glödgade gula ögon" (rad 10) – och av upprepningar – "flyttar sig tungt tungt fångade havsörnar" (rad 7), "Hur vore ert tummel [...]" och "Hur vore ert skrik [...]" (rad 9 och 10), och "Stängd är grottan! Stängd är grottan!" (rad 11).

Vid citering av dikter och andra liknande texter där textradernas längd har betydelse för läsningen, indikeras ofta nya textrader med snedstreck (/) omgivet av mellanrum på vardera sida:
- De fem första raderna ur William Shakespears sonett Shall I compare thee to a summer's day? lyder:
"Shall I compare thee to a summer's day? / Thou art more lovely and more temperate: / Rough winds do shake the darling buds of May, / And summer's lease hath all too short a date: / Sometime too hot the eye of heaven shines,".